# Attone di Brescia
Attone di Brescia (Attone Adalberto) (X secolo) è stato un vescovo italiano.
Sconosciute sono le notizie biografiche del vescovo Attone (Azzone), discendente forse dalla stirpe dei Canossa.
Ebbe un breve episcopato prima del 996, sotto l'imperatore Ottone II di Sassonia.